# CBY1
CBY1‏ (Chibby family member 1, beta catenin antagonist) هوَ بروتين يُشَفر بواسطة جين CBY1 في الإنسان.